# Падение Хаджибея (роман)
Паде́ние Хаджибе́я — роман, первое прозаическое произведение Юрия Трусова, положившее начало трилогии «Хаджибей». Роман рассказывает об истории народов Юга Украины и их борьбе за изгнание османских завоевателей из Северного Причерноморья в конце XVIII века.

## Сюжет романа
События романа происходят более 2 веков   назад, в годы войны Российской империи против турецких захватчиков и остатков  татарских орд.
Сюжетом романа послужила история любви молодого запорожца Кондрата к девушке-казачке Маринке. Главный герой романа — Кондрат Хурделица, прообразом которого явился есаул войска черноморских казаков Кондратий Табанец.
Вместе с героями книги  читатель окунется в  тревожную атмосферу  жизни в степи, захваченной татарскими ордами, отправится  в чумацкий поход за солью,  в каземат пана Тышевского,  в старую греческую кофейню, в гарем Ахмет-паши, под стены каменного гнезда—крепости Хаджибей.
В романе много запоминающихся персонажей, таких как владелец кофейни на окраине Хаджибея Николай Аспориди, коварный одноглазый Халым, казаки Лука и Чухрай, дед Бурило. Во время осады Хаджибея Бурило бросается с высокой крепостной стены, увлекая за собой янычар и погибает как герой.
Апофеозом романа является штурм турецкой крепости Хаджибей черноморскими казаками и русской армией под командованием генералов Гудовича и Де Рибаса. Результатом победы стало освобождение от турецкого владычества места, где в скором времени было суждено появиться Одессе.